# Priscah Jeptoo
Priscah Jeptoo (ur. 1984) – kenijska lekkoatletka specjalizująca się w biegach długodystansowych.

## Osiągnięcia
| Rok  | Impreza              | Miejsce | Konkurencja     | Lokata     | Wynik   |
| ---- | -------------------- | ------- | --------------- | ---------- | ------- |
| 2011 | Mistrzostwa świata   | Daegu   | bieg maratoński | 2. miejsce | 2:29:00 |
| 2012 | Igrzyska olimpijskie | Londyn  | bieg maratoński | 2. miejsce | 2:23:12 |

## Rekordy życiowe
- Bieg na 3000 metrów – 9:05,68 (2013)
- Półmaraton – 1:05:45 (2013)
- Bieg maratoński – 2:20:14 (2012)